# Anastasia on Her Own
Anastasia on Her Own (tạm dịch: Anastasia tự lập) (1985) là tiêu thuyết dành cho lứa tuổi thanh thiếu niên của tác giả Lois Lowry. Đây là một tập trong bộ truyện mà Lowry viết về Anastasia và em trai Sam.

## Tóm tắt cốt truyện
Mẹ của Anastasia làm nghề minh họa sách thiếu nhi và được mời sang California làm cố vấn cho một bộ phim chuyển thể từ quyển sách bà đã từng minh họa. Lúc đầu, Anastasia nghĩ rằng trông nhà khi mẹ đi vắng sẽ rất đơn giản, nhất là khi cô và bố đã lên một danh sách những công việc nội trợ cần làm vô cùng khoa học và dễ thực hiện. Tuy nhiên, những sự việc ngoài ý muốn liên tiếp xảy ra nhanh chóng phá tan niềm vui nội trợ của Anastasia. Đầu tiên, Anastasia phải nghỉ học để chăm sóc cậu em trai Sam bị mắc thủy đậu. Rồi cậu bạn trai Steve chính thức hẹn hò và mời cô đi chơi—nhưng rồi Anastasia nhận ra rằng cô phải ở nhà để giám sát bố cô và một trong những cô bạn gái của ông, Annie. Anastasia muốn tổ chức một bữa tối thật lãng mạn cho cô và Steve, nhưng lại lo sẽ ảnh hưởng đến bố và Annie. Vô vàn rắc rối—lớn có nhỏ có—ập đến, nhưng may mắn Anastasia không phải tự giải quyết tất cả một mình quá lâu, vì mẹ cô được về sớm và sắp xếp lại mọi việc. Cô cảm thấy thật hanh phúc và yên bình khi mẹ trở về.

## Nhận xét
Publisher's Weekly gọi cuốn sách là một vở hài kịch "ngon tuyệt" và công bố cuốn sách là "kẻ chiến thắng."